# Westermayr
Westermayr ist ein deutscher Familienname.

## Herkunft und Bedeutung
Westermayr ist eine Variante des Familiennamens Meier.

## Varianten
- Westermaier, Westermayer, Westermeier, Westermeyer, Westermeyr

## Namensträger
- Christiane Henriette Dorothea Westermayr (1772–nach 1834), deutsche Malerin
- Conrad Westermayr (1765–1834), deutscher Maler und Kupferstecher
- Daniel Jakob Westermayr (1734–1788), deutscher Goldarbeiter
- Engelbert Westermayr (1791–1868), österreichischer Musiker und Komponist
- Johann Baptist Westermayr (1884–1950), deutscher katholischer Geistlicher, Theologe und Hochschullehrer
- Konrad Westermayr (1883–1917), deutscher Maler